# MoRT
MoRT er det femte studiealbum fra det franske black metal-band Blut aus Nord, udgivet i oktober 2006. Titlen "MoRT" er både et ordspil på det franske ord "mort" ("død") samt en forkortelse af "Metamorphosis of Realistic Theories" ("metamorfose af realistiske teorier").

## Spor
1. "Chapter I" - 6:04
2. "Chapter II" - 4:44
3. "Chapter III" - 5:08
4. "Chapter IV" - 5:41
5. "Chapter V" - 6:35
6. "Chapter VI" - 5:01
7. "Chapter VII" - 6:38
8. "Chapter VIII" - 7:19

## Fodnoter
1. ↑  MoRT på Encyclopaedia Metallum